# Sanguinolaria vitrea
Sanguinolaria vitrea is een tweekleppigensoort uit de familie van de Psammobiidae. De wetenschappelijke naam van de soort is voor het eerst geldig gepubliceerd in 1855 door Deshayes.